# Конфесійна історія Білорусі
Конфесійна історія Білорусі — історія конфесійної ситуації на теренах сучасної Білорусі.

## Дохристиянська доба
Є дуже мало інформації про дохристиянський період конфесійної історії Білорусі. У науковій літературі є інформація про язичництво завдяки дослідженню фольклору та культури Білорусі. Меншою мірою збережені достовірні відомості про дохристиянський період. Таким чином, викладаються переважно вторинні дані, зібрані на емпіричній основі селянської культури. У той же час за допомогою археології можна зробити культурну реконструкцію тодішньої язичницької космології.
Незважаючи на бідність емпіричних матеріалів, важливо розуміти, що процес християнізації в Білорусі закінчився дуже пізно. Якщо в містах язичництво маргінально існувало приблизно від XV століття, то в селянських громадах воно було важливим ментальним і культурним фактором до ХХ століття. Отже, язичницькі прийоми в селянському менталітеті слід розглядати як важливу емпіричну основу, на якій можна робити ґрунтовні висновки.
Космологічно слід зазначити, що язичницький всесвіт базувався навколо солярних символів, що характерно для політеїзму. Перун, бог грому, який поступово почав домінувати як головне божество, мав ґрунтовні конотації щодо солярності. Сонячні конотації спостерігаються також у пізнішому поклонінні богу родючості й сонця Дажбогові. Прикладом також є всі можливі зближення язичницьких і християнських свят, наприклад як Різдво (Коляда), де присутні яскраві сонячні конотації. Купала, що випадає на літнє сонцестояння, де в християнській релігії поєднувалось у календарі святкування зі своїм святом на честь Івана Хрестителя (Предтечі), внаслідок чого воно набуло подвійну назву «Іван Купала».
Особливо важливим елементом язичницької ментальності населення того часу був повсякденний характер віри. Цю характеристику добре можна побачити в пізніші епохи, коли повсякденна культура білорусів у своїй архаїчній природі залишається сповнена язичницьких символів (це довге життя домашніх духів: домовик, лазник, хлівник тощо, а також духи навколишньої природи: лісовик, ой, польовик та ін.). Саме цей повсякденно-практичний елемент язичницької віри є особливо важливим та особливо консервативним для культури, що найкраще виражається в селянському житті, який спрямований на практичне здійснення діяльності.

## Християнізація та двовір'я
Перша християнська єпархія на території сучасної Білорусі була заснована в 992 р. в м. Полоцьку. Це була адміністративна одиниця Київської митрополії Константинопольського патріархату. Тут був побудований Полоцький Софійський собор, аналогічний тим, що був у м. Києві та м. Новгороді. Незабаром, в 1005 р. була створена Турівська єпархія.
Рання поява християнських єпархій на території Полоцького і Турівського князівств свідчить не про процес християнізації, а як про символічний акт. Християнізація була багаторічним багатогранним процесом, який поєднував освітні, культурні та місіонерські дії. І спочатку це здійснили візантійські ченці, а потім — відбувалося зусиллями місцевих діячів.
Про труднощі з християнізацією білоруських земель свідчить велика кількість повчальних «слів», які пояснювали недоліки, «язичницькі пережитки». Такі залишки були явищем двовір'я, єресі. Ці вчення були написані як статті з практичною інформацією, для щоденного використання. Практична форма такого письма свідчила про досить поширену практику поєднання християнства з язичницькою вірою, а також про необхідність ідеологічних та культурних переконань населення у неприпустимості подібних практик.
Ментальне поєднання язичництва з християнством створили релігійні гібриди. Такі симбіотичні проникнення обох релігій були втілені у довгостроковому феномені «народного християнства». У цьому релігійному поєднанні герої християнської віри були наділені якостями язичницьких богів, або християнські сюжети були міфологізовані, ставши таким чином язичницькими продуктами свідомості. Дуже часто населення приймало імена християнських святих, маючи на увазі виключно язичницьких богів. Або язичницькі міфи були створені на основі християнських сюжетів або християнських героїв. Ці міфи могли б описати як явища повсякденного життя, так і космологічні уявлення. У свій світогляд населення прийняло мовну матрицю християнства, тоді як семантично знаходилися в язичницькій вірі.
Форми гібридизації релігії не забезпечували ненасильницького та тотального характеру християнізації. Місцеве населення часто було проти нової віри. Спроби насильної християнізації призводили до насильства у відповідь, що спричиняло вбивство священиків.
Зважаючи на заколоти проти християнізації, можна припустити, що процес був натхненний офіційною державною владою. Насправді християнізація була певною політикою влади, яка мала передумови у відносинах Стародавньої Русі з Візантією. Саме княжа сила забезпечила безпеку перших місіонерів. Без захисту міст і князівської влади неможливо було розпочати будівництво церков і монастирів.
Отже важливим фактом залишається те, що основним місцем локалізації християнської релігії були міста. Саме в містах з'явилися храми, а біля міст будували монастирі. Можна припустити, що християнство як таке на білоруських землях було насамперед міським явищем. Саме в містах жили перші священики та місіонери. Дуже часто радіус місіонерської діяльності збігався з територією волості (адміністративна частина Давньої Русі). Ще в XV столітті це призвело до того, що сучасні дослідники навряд чи можуть розрізнити територіальну різницю між волостю та парафією (приходом). Дуже часто вони співпадали, і у свідомості населення ці різні адміністративні одиниці були однаковими:
|  | Іноді важко визначити, де закінчується парафія і починається волость. Чи не дві різні назви однієї адміністративної одиниці? Коли була побудована нова церква, парафія була розділена, але і волость була автоматично розділена. Справи земельної громади (волості) та парафії жодним чином не були розділені. |

Що означає, що такі поняття, як «храм», «місто», «волость» були ідентичними, семантично пов'язаними і дуже часто тотожними.

## Православ'я та католицтво
Історія Католицької Церкви в Білорусі починається з запрошення єпископа Німеччини Рейнберта (†1014) в м. Турів. Однак перша єпархія була заснована лише в 1387 р. великим князем Великого князівства Литовського Ягайлом та затверджена Папою Римським в 1388 році. Спочатку єпархія була підпорядкована Папству, а з 1418 р. архієпископові м. Гнезно.
Незважаючи на пізнє заснування єпархії, було здійснено ряд кроків щодо впровадження католицтва в ВКЛ у більш ранні часи. Про це свідчить послання Гедиміна до Папи Римського. У повідомленні Гедимін, крім того, що він скаржився на свавільні витівки хрестоносців, обіцяв бути хрещеним і хрестити весь свій народ у католицтво. Але він не виконав своїх обіцянок. Більше того, коли папські посли прибули до Вільні, Гедимін відмовився від своїх намірів. Цьому рішенню сприяли як язичницька Жмудь, так і більшість населення, яке було православним протягом кількох століть.

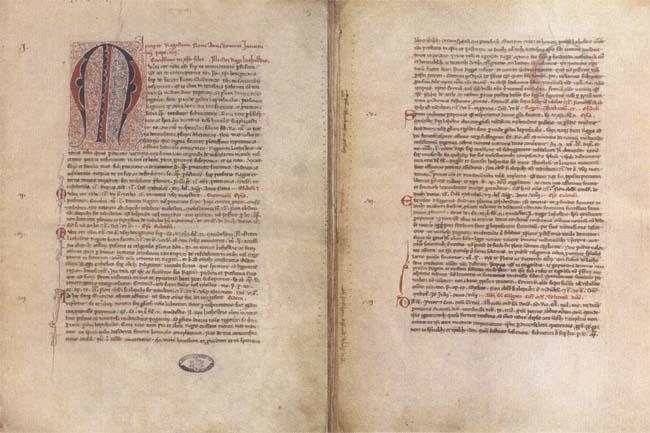
Була, видана Папою Інокентієм IV, який встановив свою юрисдикцію над ВКЛ, де розглядалося майбутнє хрещення та коронація Міндовга

Це політичне забарвлення відносин з католицькою конфесією спостерігалося раніше, коли католицтво з'явилося лише біля кордонів Великого князівства Литовського. Яскравий приклад — хрещення Міндовга. Коли він обійняв княжий престол у м. Новогрудок, він був змушений хреститися в православ'ї, а в 1252 р. прийняв католицтво у політичних цілях і отримав королівську корону від Папи Римського. Незважаючи на політичну прихильність державної політики щодо католицтва, християнська віра була надзвичайно важливим елементом у приватному житті. Син Міндовга, Войшелк, «був настільки відданий православ'ю, що прийняв чернецтво і заснував монастир».
Важливим моментом у просуванні католицтва стала Кревська унія, одним із пунктів цієї угоди було прийняття католицтва Ягайлом до того, як стати королем Польщі. Те саме вчинили князі Вітовт і Свидригайло, які вже були хрещені в православ'ї.
Однак князь Скиргайло, який головував на всіх обрядах хрещення Ягайли, не перейшов у католицтво, а залишився в православ'ї. Це було продиктовано практичними потребами, оскільки православне населення ВКЛ поважало лише владу православного князя.
Подальше розширення католицтва на землях Великого князівства Литовського ототожнюється зі зростанням впливу Польщі. Саме привілеї та соціальний статус польської шляхти викликали бажання знаті у ВКЛ перейти в католицтво.

## Реформація та контрреформація
Етап Реформації в історичній літературі вважається золотою добою білоруської історії, оскільки характеризується як культурним, так і економічним процвітанням. У цей час були широко поширені релігійні диспути, книгодрукування та масове будівництво храмів.
Реформація в Білорусі розпочалася приблизно в той же час, що і у всій Європі. У 1517 р. Лютер публічно проповідував про те, що людина виправдовується перед Богом через євангельську віру, віру в Христа. Того ж року Франциск Скорина розпочав друкувати Біблію в м. Празі.
Симетричність Реформації в ВКЛ та в Європі пояснюється численними культурними контактами. Магнатські діти навчалися в різних країнах Європи. Вони брали з собою велику свиту шляхтичів, яка також була навчена. Найпопулярнішими освітніми центрами були м. Краків, м. Прага, м. Вітенберг, м. Корольовець, м. Флоренція. Ренесансна ідеологія та реформаторські ідеї не могли не вплинути на еліту Великого князівства. Більше того, вже сто років гусити мали можливість відкрито проповідувати свою віру, створюючи тим самим ґрунт для реформаторських поглядів. Завдяки цьому в 60-х роках XVI ст. Реформація набрала обертів. У 1553 р. князь Микола Радзивіл Чорний, один із найвпливовіших людей князівства, проголосив, що сповідує євангельську віру. Тоді ж у Гродні та Вільні він відкрив кальвіністські збори та видав Катехізис за власні кошти.
У наступні роки майже всі магнати стали протестантами та близька їм шляхта стали протестантами: Воловичі, Глебовичі, Сапеги, Огінські, Ходкевичі, Вишневецькі та ін. Активно формувалися протестантські зібрання. Книги видавалися, населення, підпорядковане магнатам, також перетворювалося на протестантів. Протестантизму співчував воєвода Великого князівства Литовського Костянтин Острозький, православний вірянин. Ще в 1569 р. в сенаті ВКЛ було лише два непротестанти.
Ідеї протестантизму добре поєднувалися з культурними, політичними та ідеологічними прагненнями еліти ВКЛ. Євангельське вчення в той час було не лише основною течією культури, але й унікальним культурним компонентом державної незалежності. Небезпека з боку Польщі змусила магнатів шукати альтернативи, щоби зберегти суверенітет Великого князівства Литовського, а ідея національної держави та національної віри найкраще відповідала потребам того часу.
Протестанти робили велику роботу в розширенні своєї віри. Під керівництвом Миколи Радзивіла проводиться сільськогосподарська реформа, яка ліквідує селянську громаду. Це дозволяє диверсифікувати виробництво, починається масштабне зростання міст та селищ. Реформація розпочинає процес урбанізації Великого князівства. Економіка почала панувати у свідомості, її цікавлять не лише владні еліти, а й поети. У той час мінський воєвода Ян Абрамович написав економічний трактат «Погляди Литвина на дешеві закупівлі та коштовний продаж зерна». Тоді поет і філософ Йосип Доманевський описав сильну громадянську позицію та важливість економічного життя.
Масове книговидання починається на теренах Великого князівства Литовського. Симон Будний, Василь Тяпинський, Матей Кавечинський, Лаврентій Кришковський та інші опублікували великі тиражі Катехізису того часу. Книги купувало дворянство для розповсюдження євангельської віри серед своїх селян. Великою перевагою цих видань була білоруська мова, яку розуміло населення. На відміну від сприйняття латинської та старослов'янської мови, білоруське населення не мало мовного бар'єру, білоруською могла почути й зрозуміти велика кількість людей.
Принципи свободи почали панувати у свідомості інтелектуальної еліти. Андрій Волан, філософ, кальвіністський проповідник, богослов та депутат Ошмянського повіту, пише роботу «Про політичну чи громадянську свободу». За безпосередньої підтримки Льва Сапеги, також протестанта, було видано три статути Великого князівства. Це були надзвичайно прогресивні та успішні документи, які постулювали свободу особистості та ідею незалежності Великого князівства.
Основні релігійні течії Великого князівства мали вплинути на широке поширення протестантизму. Католицьке та православне духовенство були стурбовані цим станом речей. Почався час контрреформації.
Згідно з Ватиканською програмою, боротьба проти Реформації мала відбуватися в культурній та інтелектуальній сфері. На території Великого князівства Литовського таке ставлення набуло особливо яскравих рис. Диспути були організовані скрізь між протестантами, з одного боку, і католиками, та православними з іншого.
У боротьбі проти Реформації Католицька Церква почала використовувати свій головний ідеологічний орган — орден Єзуїтів, який розпочав велику діяльність на білоруських територіях. Створена була найбільша мережа єзуїтських колегій. У Вільні відкрився університетський центр (Вільнюська єзуїтська академія). Єдність програми дозволяла студентам місцевих колегіумів бути в курсі подій культури. Освіта в колегіумі гарантувала однаковість підходу та знань у колегіумах у всій Європі.
Саме в єзуїтських колегіях відбувалася наукова діяльність та філософські дослідження. Завдяки єзуїтським колегіям освіта стала доступною для нижчих класів, які не могли дозволити собі навчання в європейських містах раніше. Освіта стає все більш поширеною, як і студіювання латинської мови. «Друга схоластика» приходить на територію Великого князівства Литовського, де приносяться схоластичні інтерпретації вчень Платона і Арістотеля, а отже, і — новітні інтелектуальні стратегії Європи. Єзуїти заслуговують на довіру місцевого населення, з-за чого значна частина приймає католицтво або не переходить на протестантизм.

## Уніатство
Православне духовенство також відчувало небезпеку Реформації, яка часто змушувала їх покладатися на досвід ордену єзуїтів. Поширення протестантизму, а також завоювання турками м. Константинополя призвели до тісних контактів православного та католицького духовенства.
Першою спробою об'єднання католицтва та православ'я був Флоренцький собор, скликаний з ініціативи київського митрополита Ісидора. А 9 жовтня 1596 р. була проголошена Берестейська унія. В результаті унії православна церква Речі Посполитої визнала авторитет Папи Римського за умови збереження обрядів східного релігійного культу.
Але унію підтримали не всі православні. Категорична відмова від прийняття унії деякими священиками призвела до повстання частини міського населення і врешті-решт до розколу Православної Церкви в Речі Посполитій. Більшість прийняла уніатство, менша кількість (як правило, у містах на сході Білорусі) залишалася в православ'ї. Місцеве селянське населення погано розуміло польську мову та старослов'янську, тому уніатські парафії, де в повсякденному житті активно використовувалася білоруська мова та зберігалися традиційні обряди, привертали основну частину селянського населення. Таким чином, уніатство стало найбільшою конфесією в Речі Посполитій.
Незважаючи на негативні відносини між конфесіями, ідеологічна війна між послідовниками православ'я та унії рідко досягала кровопролиття. Набагато частіше це втілювалося в релігійних дискусіях та полемічній літературі, які стали надзвичайно популярними в кінці XVI — початку XVII ст. Так, єпископи Іпатій Потій, Йосип Рутський, Йосафат Кунцевич виступали за унію, але інші (Мелетій Смотрицький, Леонтій Карпович, Стефан Зизаній, Афанасій Филипович, Іов Борецький) були категорично проти неї.
Основним джерелом розширення союзу (унії) з римо-католиками був чернечий орден Василіян, який здійснював місіонерську діяльність серед білоруського та українського населення.

## Релігійна політика Російської імперії
Непродумана релігійна політика польської сторони в Речі Посполиті призвела до утворення ряду релігійних конфедерацій. Конфедерації спрямовані були за рівні права дисидентів (некатоликів) з католиками. У м. Торуні була утворена протестантська конфедерація, у м. Слуцьку — православна. Підтримуючи ці конфедерації, Прусія та Російська імперія здійснили поділ Речі Посполитої. До цього поділу приєдналася Австро-Угорська імперія. Врешті держава Річ Посполита зникла, а білоруські землі були окуповані Росією.
Одразу після першого поділу Речі Посполитої Російська імперія розпочала активну релігійну політику. З-за чого спочатку Католицька Церква була підпорядкована російській владі. Односторонніми указами Катерини II створили своєрідний поділ Католицької Церкви в Російській імперії, який не був затверджений у м. Римі. Політична та економічна залежність Церкви від російської держави створювалася спеціальними державними наказами. Настоятелями монастирів могли бути лише піддані Російської імперії. Також був встановлений шерег обмежень на будівництво церков. Деякі церкви були зруйновані на користь будівництва військових укріплень.
У той же час шляхта отримала привілеї російського дворянства, завдяки чому католицтво стало офіційною релігією деяких народів Російської імперії. Незважаючи на це, була проведена спеціальна лінія поділу за релігійним принципом громадян Російської імперії. Якщо католицькій частині було надано честь належати до Королівства Польського у складі Російської імперії, то православними вважалися громадяни Росії «північно-західного краю» Російської імперії.
Після повстання 1830—1831 рр. релігійна політика була змінена. Унія була скасована і уніатів змусили перейти у російське православ'я через Полоцький собор. У одному із пунктів «Положення Секретного комітету про заходи щодо ліквідації Унії» було записано:
|                                                                                             | Для успішного приведення в дію загального возз'єднання уніатів потрібна досконала єдність у діях і розпорядженнях щодо цього предмету як в литовських, так і в білоруських губерніях, і до приборкання всіх можливих протидій як з боку поміщиків, так і з боку римо-католицького духівництва. Для досягнення цієї єдності генерал-губернатори неодмінно повинні бути забезпечені одноманітною інструкцією і особливим повноваженням, з поміччю чого найменші заворушення, якби вони і трапилися раптом в декількох місцях, були б негайно роздавлені в самому їх початку. |
| — «Положения секретного комитета об мероприятиях при ликвидации унии». 26 декабря 1839 года | |

Російською владою була завезена велика кількість російських священиків у Білорусь, які разом із польською активністю формулювали свою національність залежно від своєї релігії. Таким чином, саме в цей час білоруське населення було релігійно розділене на російський та польський впливи в складі Російської імперії. Де католицьке населення поважало лише права польської національності, а православне — російської.

## Релігійна політика СРСР
Після встановлення влади СРСР та незалежності Польщі у 1918 р., а також в кінці радянсько-польської війни білоруські землі були розділені. Зовсім інша релігійна політика проводилася на цих двох територіях.
У Західній Білорусі проводилася досить агресивна політика покатоличення. У той же час обмежені релігійні свободи дозволяли існувати православному та протестантському віросповіданню у населення. Католицтво і православ'я були змушені проводити політику часткової білорусизації.
У Східній Білорусі проводилася кардинально інша політика. Храми були зруйновані, священство було фізично знищено, репресовано. Церква розглядалася як «класовий ворог», проти кого комуністичний режим закликав боротися. Швидке зростання міст, колективізація та ідеологічна робота радянської влади призвели до розриву традицій. Молоде населення вже не виховувалося в контексті традиційної релігійності, тому його часто використовували для натхнення на переслідування церкви та віруючих.
Анексія Західної Білорусі з боку СРСР та початок Другої світової війни змусили радянське керівництво зменшити репресії проти релігії. Оскільки окупаційні війська не заважали християнам і не були особливо агресивними до релігії взагалі, тому радянський уряд був змушений покращити відносини з релігією. Таким чином, військовий та післявоєнний період характеризується релігійною відлигою. У той же час відлига була більш притаманною у відносинах СРСР до православної церкви. Інші конфесії були знехтувані та не отримали подібного послаблення.
Після Другої світової війни хід державної політики кардинально змінився і у 1947 р. Товариство войовничих атеїстів було реформовано в ідейно-просвітницьке товариство «Знання». Курс влади спрямований був не на фізичне знищення Церкви, а на ідеологічний гніт. У той час релігію розуміли як «застарілі залишки», які необхідно подолати за допомогою навчальної та ідеологічно-пропагандистської діяльності. Під час «хрущовської відлиги» завданням було «досягти комунізму за 20 років». Таким чином, на думку радянського уряду релігія була в СРСР перешкодою для досягнення мети. Для цього, на думку офіційної політики СРСР, релігія мала зникнути, і це було продиктовано теоретичними та ідеологічними постулатами радянської системи. У цій же програмі БРСР мала стати першою країною-атеїстом у Радянському Союзі, тому в цьому регіоні насильство над Церквою відбувалося в надзвичайних масштабах.
На тлі організованого переслідування християн у 1970-х роках релігія була оголошена явищем «згасаючим» та штучно висувалася теорія «кризи релігії» в атеїстичній державі. Релігія вважалася як форма психічного, соціального та культурного відхилення. Священикам забороняли проповідувати поза церквами, і ходити до церкви допустимо було лише літнім людям. Такі утиски вважалися ідеологічно «правильними», оскільки релігія трактувалася як «феодально-капіталістичний пережиток». Релігія розглядалася як форма відхилення від комуністичної ідеології, яка «підлягала психологічно-медичному лікуванню». У той же час 1970-ті рр. не були настільки агресивними щодо церкви, як роки «хрущовської відлиги». Насправді після приходу до влади Брежнєва ситуація у відношенні держави до Церкви не змінилася, вона залишалася стабільно кризовою.